# Barry MacKay
Barry MacKay (Cincinnati, 31 agosto 1935 – San Francisco, 15 giugno 2012) è stato un tennista e telecronista sportivo statunitense.

## Carriera da tennista
MacKay ha iniziato la sua carriera di tennista nel 1950, gareggiando nei campionati studenteschi. Nel 1956 e nel 1957 ha vinto i campionati dell’Università del Michigan e, nel giugno del 1957, il Campionato universitario della NCAA, sconfiggendo Sammy Giammalva in cinque set. 
Ha giocato in Coppa Davis per gli Stati Uniti dal 1956 al 1960, disputando tre finalissime contro l’Australia. Ha conquistato la Coppa Davis del 1958 insieme ad Alex Olmedo e Ham Richardson. Nella finalissima del 1959, batté Rod Laver per 7-5, 6-4, 6-1 a Forest Hills, diventando l’unico giocatore statunitense di Coppa Davis ad aver battuto il campione australiano. È però, passato alla storia per aver perso l’incontro decisivo contro Orlando Sirola nella Coppa Davis del 1960, consentendo all’Italia di accedere alla finalissima contro l’Australia, rompendo una tradizione che, dal 1938 vedeva finaliste esclusivamente Australia e Stati Uniti.
Nel 1958 ha raggiunto i quarti di finale al Torneo di Wimbledon e la finale di doppio agli Internazionali degli Stati Uniti. Nel 1959 ha raggiunto le semifinali agli Internazionali d’Australia e al Torneo di Wimbledon, dove ha perso contro Rod Laver in cinque set per 11-13, 11-9, 10-8, 7-9, 6-3. Quello stesso anno ha anche raggiunto i quarti di finale degli Internazionali statunitensi. 
Nel 1960, ha vinto gli Internazionali d’Italia battendo in finale il cileno Luis Ayala per 7-5, 7-5, 0-6, 0-6, 6-1. Nello stesso anno è stato testa di serie n. 1 agli Internazionali di Francia e ha raggiunto i quarti di finale, che sarebbe rimasto il suo miglior risultato allo Slam parigino. Anche a Wimbledon e agli Internazionali degli Stati Uniti 1960 si è fermato ai quarti. È passato al professionismo l’anno successivo, senza ottenere risultati di particolare livello. Si è ritirato nel 1970.

## Dopo il ritiro
Dopo il ritiro, MacKay si è dedicato alle telecronache degli incontri di tennis. In trenta anni di carriera televisiva ha intervistato campioni come Arthur Ashe, Billie Jean King, Martina Navratilova, Jimmy Connors, Chris Evert e John McEnroe. È stato il telecronista statunitense di tutti e quattro i tornei del Grande Slam e di molti tornei ATP e WTA. Ha anche commentato per la NBC il tennis alle Olimpiadi di Pechino del 2008.
Sempre dopo il ritiro ha preso in mano la gestione dei Pacific Coast Championships, importante torneo di tennis del circuito maggiore maschile, che con impegno e passione ha mantenuto ad alti livelli facendo arrivare prima a San Francisco e poi a Berkeley campioni come John McEnroe, Jimmy Connors, Bjorn Borg e Andre Agassi. È rimasto con successo alla guida del torneo fino al 1993, quando l'evento è stato acquistato da Sharks Sports & Entertainment, il gruppo proprietario dei San Jose Sharks. Con l'uscita di scena di MacKay, il torneo è stato portato a San Jose nel 1994; senza il suo apporto il campo dei partecipanti si è impoverito ed è calato gradualmente l'interesse attorno alla manifestazione.